# خورخي مولر
خورخي مولر (بالإسبانية: Jorge Müller Silva)‏ هو مصور سينمائي تشيلي، ولد في 10 يناير 1947 في سانتياغو في تشيلي.

## وصلات خارجية
- خورخي مولر على موقع IMDb (الإنجليزية)
- خورخي مولر على موقع ألو سيني (الفرنسية)
- خورخي مولر على موقع ألو سيني (الفرنسية)
- خورخي مولر على موقع أول موفي (الإنجليزية)
- خورخي مولر على موقع قاعدة بيانات الفيلم (الإنجليزية)
- خورخي مولر على موقع كينوبويسك (الروسية)